# تم گوران
تم گوران، روستایی در دهستان نخلستان بخش مرکزی شهرستان کهنوج در استان کرمان ایران است.
تمامی اعضای این روستا مردمانی خون گرم باغیرت و نجیب هستند.
جمعیت این روستا را طایفه شهریاری سرحدی تشکیل می‌دهد.
عمده اعضای روستا به کشاورزی میپردازن و به دنبال نانی حلال هستند تا به سر سفره خانواده خود بیاورند.
طایفه شهریاری سرحدی

## جمعیت
بر پایه سرشماری عمومی نفوس و مسکن در سال ۱۳۹۵، جمعیت این روستا برابر با ۷۸۸ نفر (۲۰۲ خانوار) بوده‌است.